# نیوتون، سنگاپور
نیوتون، سنگاپور (به انگلیسی: Newton) یک ناحیهٔ شهری در کشور سنگاپور است که در سرشماری سال ۲۰۱۰ میلادی، ۶٬۲۴۲ نفر جمعیت داشته‌است.